# Dima fthiotidensis
Dima fthiotidensis (лат.) — вид жуков-щелкунов (Elateridae) из подсемейства Dendrometrinae.

## Распространение
Встречается в Южной Европе: Греция (Mt. Kallidromo, Mt. Iti, Vardousia Mts., Giona Mts., Oxia Mts, Phthiotis).

## Описание
Взрослый жук имеет длину от 10,5 до 14,5 мм и ширину около 5 мм. Переднеспинка матовая, плотно пунктированная. Надкрылья и переднеспинка с плотным опушением. Основная окраска тела коричневая. Видовое название (fthiotidensis) происходит от места обнаружения типовой серии (Phthiotis). Сходен с видом Dima evritaniensis.